# جبال الألب الدينارية
جبال الألب الدينارية هي سلسلة جبال في جنوب شرق أوروبا، والتي تمتد في سلوفينيا وكرواتيا والبوسنة والهرسك وصربيا وكوسوفو وألبانيا والجبل الأسود. يزيد طولها على 400 ميل (حوالى 645 كيلو متراً).

## أصل التسمية
أصل تسمية جبال الألب الدينارية يرجع إلى جبل دينارا، وهي أكثر الجبال البارزة على الحدود بين كرواتيا والبوسنة والهرسك.